# Hommes, femmes, mode d'emploi
Hommes, femmes, mode d'emploi is een Franse dramafilm uit 1990 onder regie van Claude Lelouch.

## Verhaal
De zakenman Benoît Blanc en de politieagent Fabio Lini hebben beiden last van maagpijn. Ze ontmoeten elkaar bij toeval, wanneer ze een gastroscopie ondergaan. Wanneer ze weten wat er mankeert, veranderen ze hun levensstijl. Ook de levens van de mannen en vrouwen in hun omgeving worden daardoor beïnvloed.

## Rolverdeling
| Acteur              | Personage        |
| ------------------- | ---------------- |
| Fabrice Luchini     | Fabio Lini       |
| Bernard Tapie       | Benoît Blanc     |
| Alessandra Martines | Dokter Nitez     |
| Pierre Arditi       | Lerner           |
| Ticky Holgado       | Toc Toc          |
| Ophélie Winter      | Blondje          |
| Patrick Husson      | Zanger           |
| Salomé Lelouch      | Lola Dufour      |
| Christophe Hémon    | Loulou           |
| William Leymergie   | Dufour           |
| Caroline Cellier    | Mevrouw Blanc    |
| Gisèle Casadesus    | Clara Blanc      |
| Daniel Gélin        | Weduwnaar        |
| Anouk Aimée         | Weduwe           |
| Philippe Khorsand   | Restauranthouder |